# Kosmos 2399
Kosmos 2399, ruski vojni fotografski izviđački satelit iz programa Kosmos. Vrste je Orljec-2 (Jenisej, Neman, Don br. 7L).
Lansiran je 12. kolovoza 2003. godine u 14:20 s kozmodroma Bajkonura (Tjuratama) u Kazahstanu. Lansiran je u nisku orbitu oko planeta Zemlje raketom nosačem Sojuz-U 11A511U. Orbita mu je bila 202 km u perigeju i 317 km u apogeju. Orbitna inklinacija mu je bila 64,93°. Spacetrackov kataloški broj je 27856. COSPARova oznaka je 2003-035-A. Zemlju je obilazio u 89,69 minuta.
Eksplodirao je 9. prosinca 2003. godine. Iz ove je misije ostao još jedan dio koji je četiri dana po lansiranju i kruženju u niskoj orbiti vratio se u atmosferu.

## Vanjske poveznice
- N2YO.com Search Satellite Database
- Celes Trak SATCAT Format Documentation (engl.)
- Kunstman  Arhivirana inačica izvorne stranice od 12. kolovoza 2019. (Wayback Machine) Satellites in Orbit (engl.)